# Rose-Céleste Bache
Pour les articles homonymes, voir Bache.
Rose Céleste Bache, comtesse Vien, née le 18 mars 1774 à Rouen et morte le 27 mars 1843, est une femme de lettres française. Elle fut membre des Académies royales de Bordeaux, du Vaucluse, de l'Athénée des Arts et de l'Académie des arts et belles-lettres.

## Biographie
Fille du général Jacques François Bache, elle épousa Joseph-Marie Vien, peintre, fils du peintre Joseph-Marie Vien et de Marie-Thérèse Reboul, peintre également.
Elle s'orienta vers la littérature et apprit notamment le grec et le latin, dont elle publia quelques traductions. 
Elle fut rédactrice au Journal des dames et des modes pendant sa période « féministe », sous la direction de Marie de L'Épinay.
Elle est inhumée au cimetière du Père-Lachaise à Paris (22e division).

## Œuvres
- Chant sacré pour S.A.R. Monseigneur le duc de Bordeaux, P. Didot l'aîné, 1821
- Poèmes en prose d'Anacréon en grec ancien traduit en français par Mme Céleste Vien, Urbain Canel, 1825
- Baisers de Jean Second, avec le texte latin, traduits en vers français par Mme Céleste Vien, Delaunay, 1832
- La Mort de la vieille année, élégie, Bourgogne et Martinet, 1839
- La Statue de saint Victor, légende provençale, A. Pinard, (s.d.)